# Armia Zachodu
Armia Zachodu – niewielka armia Stanów Skonfederowanych podczas wojny secesyjnej. Stanowiła część Departamentu Trans-Mississippi i składała się głównie z gwardii stanowej Missouri.
Walczyła pod Pea Ridge, Corinth oraz Iuka w sile ok. 20 000 ludzi.
Została przeorganizowana jesienią 1862, jednakże oddziały, które podążały za Pricem w innych organizacjach nadal były określane mianem Armii Zachodu. Nazwa Armia Missouri przylgnęła do nich dopiero w 1864 roku, kiedy dowódca powiódł ich na północ, aby odbić tenże stan.

## Dowódcy
- Earl Van Dorn (styczeń–marzec 1862)
- John P. McCown (marzec–lipiec 1862)
- Sterling Price (lipiec–wrzesień 1862)